# Stärkelse

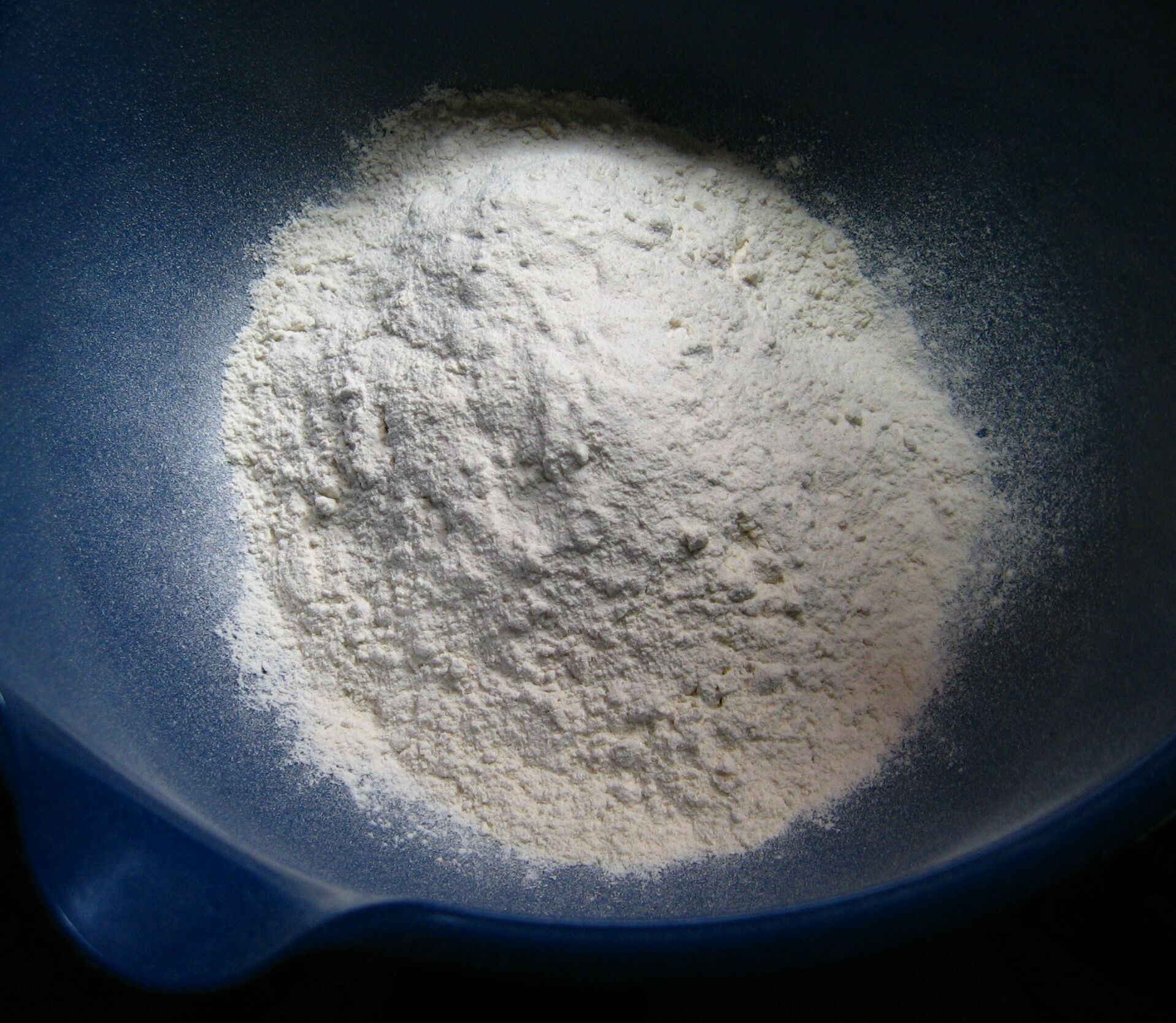
Mjöl består till största delen av stärkelse.

Stärkelse, (C6H10O5)n, är en polysackarid som är den vanligaste kolhydraten i födan. Det finns bland annat i potatis, bröd, pasta och ris. Stärkelse består av molekylkedjor av glukos som kan vara raka (amylos) eller grenade (amylopektin). När vädret är gynnsamt producerar växterna mer energi än vad de förbrukar; överskottet lagras då i form av stärkelse. Stärkelse kan brytas ned till glukosenheter igen med hjälp av enzymet amylas. Mellanprodukten i den reaktionen är maltos.
Glukosresterna är (liksom i maltos) bundna med så kallad α-bindning, till skillnad från cellulosa (och cellobios) som har β-bindning. Detta gör att polymerkedjorna i cellulosa blir långsträckta, medan stärkelsekedjorna blir mer böjliga och som nystan. Människan kan inte bryta ner cellulosa, då amylas endast bryter upp α-bindningar. Betande djur (kor, hästar etc) kan inte heller bryta ner cellulosa, men de bakterier som lever i deras matsmältningssystem tillverkar olika former av cellulaser som hydrolyserar β-bindningarna i cellulosan. Reaktionen går relativt långsamt och det är en av anledningarna till att idisslare har flera avdelningar i sina magar.
Stärkelse av olika ursprung kan ha olika egenskaper på grund av olika stora stärkelsemolekyler, men av principiellt samma struktur.
Förekomst av stärkelse kan påvisas med jodprovet.
För användning i matlagning används i stort sett ren pulverformig stärkelse i form av exempelvis potatismjöl, majsstärkelse eller arrowrot, och fyller ofta rollen av förtjockningsmedel. Den främsta användningen är dock teknisk, för tillverkning av lim och etanol, som fyllnadsmedel i läkemedel, som tillsats i tryckfärger och som bindemedel vid tillverkning av papper och textiler. I moderna engångsförpackningar används ofta stärkelse för att öka naturens förmåga att bryta ned dem.
Stärkelse hör till gruppen "snabba kolhydrater", de bryts snabbt ner av kroppen och kan ge en stor höjning av blodsockernivån.

## Historia
Stärkelsekorn i form av mjöl har hittats på mortelverktyg i Europa från 30 000 år sedan och även på slipstenar från grottor i Mozambique från 100 000 år sedan.  Man har även funnit stärkelsegranuler i tänderna hos människor som levde under stenåldern.
Egyptierna använde lim gjort av stärkelse från vete för att klistra ihop bitar av papyrus med varandra. Romarna använde det i kosmetiska krämer, för att pudra sitt hår och för att göra tjockare såser, medan perserna och indierna använde det för att göra olika maträtter. Utvinningen av stärkelse beskrevs först i The Natural History runt 77-79 e.Kr.  Risstärkelse har använts för att ytbehandla papper av araberna sedan 610 e.Kr.

## Lagring av energi hos plantor
Tillsammans med cellulosa är stärkelse den mest förekommande kolhydraten i naturen. I de flesta gröna plantor lagras energi i form av stärkelse  som bildas i olika plastider, som bland annat kloroplasterna, under dagen genom fotosyntesen om borttransporten av kolhydrat inte håller jämna steg med syntesen. Den försvinner från plastiderna under natten efter att den omvandlats till andra kolhydrater som förts bort från de gröna växtdelarna. Det bildas och lagras även som upplagsnäring i till exempel frön, jordstammar och märg där stärkelsemolekylerna ligger tätt packade i granuler.
Under fotosyntesen bildas glukos i kloroplasterna genom att förena vatten och koldioxid med hjälp av solenergi. Glukosen används för att generera den kemiska energin som krävs för generell metabolism, för att skapa till exempel nukleinsyror, lipider och proteiner tillsammans med strukturella polysackarider som cellulosa. Glukosen som skapats lagras sedan som stärkelse i bladen. Hur växterna lagrar stärkelsen varierar. Potatis lagrar sin stärkelse i rotknölarna medan vete lagrar den i sina frön.

## Biosyntes
Biosyntesen av stärkelse sker endast i växtceller eftersom enzymerna för stärkelsesyntesen inte finns i djurceller. Denna process sker i kloroplasten i växtcellerna. Den kräver koordinerade aktiviteter hos flera enzymer, som ADP-glukos pyrophosphorylas (AGPase), stärkelse syntas (SS), stärkelseförgrenande enzym (SBE) och stärkelseavgrenande enzym (DBE).
Första steget i biosyntesen av stärkelse är syntesen av ADP-glukos. Denna agerar som en föregångare till alla glukosenheter som finns i stärkelse. Syntesen av ADP-glukos är kopplad till Calvincykeln i fotosyntesen.[16] AGPase fungerar som en katalysator för att omvandla glukos-6-fosfaten som bildas under calvincykeln till glukos-1-fosfat . Glukos-1-fosfat och ATP omvandlas sedan till ADP-glukos av glukos-1-fosfat adenylyl transferas när pyrofosfat frigörs. Hydrolysen av pyrofosfat till fosfatgrupper gör att detta steg bara kan gå i en riktning.
Syntesen av ADP-glukos anses vara det hastighetsbegränsande steget hos stärkelsebiosyntesen. När ADP-glukos har producerats använder stärkelsesyntasenzymet det som en föregångare och överför glukosresterna till amylos- eller amulopektinkedjan.
Stärkelsesyntasenzymet kan bara tillsätta glukos till den icke-reducerande änden av en redan befintlig glukoskedja, vilket skapar alfa 1-4 glykosbindningar och förlänger kedjan.
Det sista steget av stärkelsesyntesen involverar införandet av grenar för att bilda amylopektin. Denna process utförs av ett stärkelseförgrenande enzym som liknar det glykogenförgrenande enzymet hos djur. Det stärkelseförgrenade enzymet har två aktiviteter: Alfa 1-4 glukosidas aktivitet som bryter den terminala alfa 1-4 glykos bindningen i amyloskedjan och frigör en fri glukosrest, och alfa 1-6 glukosid aktivitet, som fäster den frigjorda glukosmolekylen till en icke-reducerande glukosylrest genom att bilda en alfa 1-6 glykosidbindning.

## Nedbrytning
Stärkelse syntetiseras i växternas blad under dagen och lagras som granuler som används till energi under natten då det bryts ner till mestadels glukos och maltos, som transporteras från kloroplasten till cytosolen.
Nedbrytningen av stärkelse inleds med att tillsätta fosfatgrupper till individuella glukosylrester vid C6- och C3-positionerna, vilket stör strukturen av glukaner i granulen. Två enzymer, glukan vatten dikinas (GWD) och fosfoglukan vatten dikinas (PWD) katalyserar tillsatsen av fosfatgrupper. Enzymer som fosfogulkanfosfataser (SEX4/LSF2), beta-amylaser (BAM1/BAM3), avgrenade enzymer (DBE;ISA3/LDA), alfa amylas (AMY3), afla-glukanfosforykas och oproportionerligt enzym 1 (D-enzym 1) är involverade i hydrolysen som efterföljer av de modifierade glukan- och fosfoglukankedjorna.
Glukosen och maltosen som producerats transporteras från kloroplasten till cytosolen genom specifika transportörer som glukostransportören (pGIcT) och maltostransportören (MEX1). Vilken mekanism som används för att transportera glukos-1-fosfat är ännu okänt. I cytosolen kan maltosen och glukosen omvandlas till substrat för sackaros syntes, glykolys, eller den oxidativa pentos fosfat vägen. Olika enzymer, som disproportionerande enzym 2 (D-enzym 2), alfa-glukan-fosforylas, hexokinas och fosfoglukomutas, är inblandade i dessa omvandlingar. 